# Wereldkampioenschap veldrijden 1954
Het wereldkampioenschap veldrijden 1954 werd gehouden op 28 februari 1954 op en rond de morenenheuvel Crenna in het noordwestelijke gelegen gelijknamige district van de stad Gallarate, Italië.
Een parcours van net iets meer dan drie kilometer moest acht keer worden gerond wat de totale afstand deze editie tot 24,370 kilometer bracht. Uit acht landen gingen 38 renners van start waarvan er 31 de finish haalden. De titelhouder Roger Rondeaux brak in de zevende ronde en in leidende positie zijn frame en moest de strijd staken. Ook de Belg Firmin Van Kerrebroeck, die dit jaar voor de vijfde keer deelnam, moest na een valpartij het wedstrijdveld verlaten.
Net als in 1952 namen er twee Fransen en een Zwitser op het erepodium plaats. Na in 1951, 1952 en 1953 achtereenvolgens als 2e, 2e en 3e te zijn geëindigd behaalde André Dufraisse nu, als derde Fransman, de wereldtitel in het veldrijden. Zijn landgenoot op plaats twee, Pierre Jodet, eindigde in 1950 en 1951 als derde. De Zwitser Hans Bieri op plaats drie was na zijn landgenoot Albert Meier (dit jaar 16e) de tweede niet-Fransman op vijf edities die het podium haalde. De best presterende Belg was Georges Furnière die met de vierde plaats de hoogste Belgische klassering behaalde.

## Uitslagen

### Individueel
| #      | Renner                  | Land           | Tijd     |
| ------ | ----------------------- | -------------- | -------- |
| Goud   | André Dufraisse         | Frankrijk      | 55' 06"  |
| Zilver | Pierre Jodet            | Frankrijk      | + 0' 44" |
| Brons  | Hans Bieri              | Zwitserland    | + 0' 56" |
| 4      | Georges Furnière        | België         | + 1' 28" |
| 5      | Johny Goedert           | Luxemburg      | + 1' 32" |
| 6      | Antonio Barrutia        | Spanje         | + 1' 47" |
| 7      | Roger De Clercq         | België         | + 2' 07" |
| 8      | José Michelena          | Spanje         | z.t.     |
| 9      | Frans Feremans          | België         | z.t.     |
| 10     | Calixte Van Steenbrugge | België         | + 2' 34" |
| 11     | André Brulé             | Frankrijk      | + 2' 54" |
| 12     | Gérard Durand           | Frankrijk      | z.t.     |
| 13     | Mario Rossi             | Italië         | + 3' 44" |
| 14     | Dante Benvenuti         | Italië         | + 4' 18" |
| 15     | Giovanni Picasso        | Italië         | z.t.     |
| 16     | Albert Meier            | Zwitserland    | + 4' 59" |
| 17     | Cosme Barrutia          | Spanje         | + 5' 04" |
| 18     | Roland Fantini          | Zwitserland    | z.t.     |
| 19     | Pitty Scheer            | Luxemburg      | z.t.     |
| 20     | Edwin Biefer            | Zwitserland    | + 5' 15" |
| 21     | Jempy Schmitz           | Luxemburg      | onbekend |
| 22     | Felipe Alberti          | Spanje         |          |
| 23     | Miguel Chacon           | Spanje         |          |
| 24     | Franz Reitz             | West-Duitsland |          |
| 25     | Lothar Friedrich        | Saarland       |          |
| 26     | Emil Reinecke           | West-Duitsland |          |
| 27     | Hans Brinkmann          | West-Duitsland |          |
| 28     | Heinrich Ruffenach      | Saarland       |          |
| 29     | Hardy Bingen            | West-Duitsland |          |
| 30     | Sepp Rupp               | Saarland       |          |
| 31     | Peter                   | Saarland       |          |
|        | Firmin Van Kerrebroeck  | België         | DNF      |
|        | Roger Rondeaux          | Frankrijk      | DNF      |
|        | Graziano Pertusi        | Italië         | DNF      |
|        | Charly Gaul             | Luxemburg      | DNF      |
|        | Jean Kirchen            | Luxemburg      | DNF      |
|        | ?                       | ?              | DNF      |
|        | ?                       | ?              | DNF      |

### Landenklassement
Op basis klasseringen eerste drie renners.
| # | Land           | Punten |
| - | -------------- | ------ |
| 1 | Frankrijk      | 0014   |
| 2 | België         | 0020   |
| 3 | Spanje         | 0031   |
| 4 | Zwitserland    | 0037   |
| 5 | Italië         | 0042   |
| 6 | Luxemburg      | 0045   |
| 7 | West-Duitsland | 0077   |
| 8 | Saarland       | 0083   |

1950 · 
1951 · 
1952 · 
1953 · 
1954 · 
1955 · 
1956 · 
1957 · 
1958 · 
1959 · 
1960 · 
1961 · 
1962 · 
1963 · 
1964 · 
1965 · 
1966 · 
1967 · 
1968 · 
1969 · 
1970 · 
1971 · 
1972 · 
1973 · 
1974 · 
1975 · 
1976 · 
1977 · 
1978 · 
1979 · 
1980 · 
1981 · 
1982 · 
1983 · 
1984 · 
1985 · 
1986 · 
1987 · 
1988 · 
1989 · 
1990 · 
1991 · 
1992 · 
1993 · 
1994 · 
1995 · 
1996 · 
1997 · 
1998 · 
1999 · 
2000 · 
2001 · 
2002 · 
2003 · 
2004 · 
2005 · 
2006 · 
2007 · 
2008 · 
2009 · 
2010 · 
2011 · 
2012 · 
2013 · 
2014 · 
2015 · 
2016 · 
2017 · 
2018 · 
2019 ·
2020 ·
2021 ·
2022 ·
2023 ·
2024 ·
2025

Categorieën

Mannen elite · 
vrouwen elite · 
mannen beloften · 
vrouwen beloften · 
jongens junioren · 
meisjes junioren · 
gemengde estafette

Voormalig:
mannen amateurs